# DJ Polique

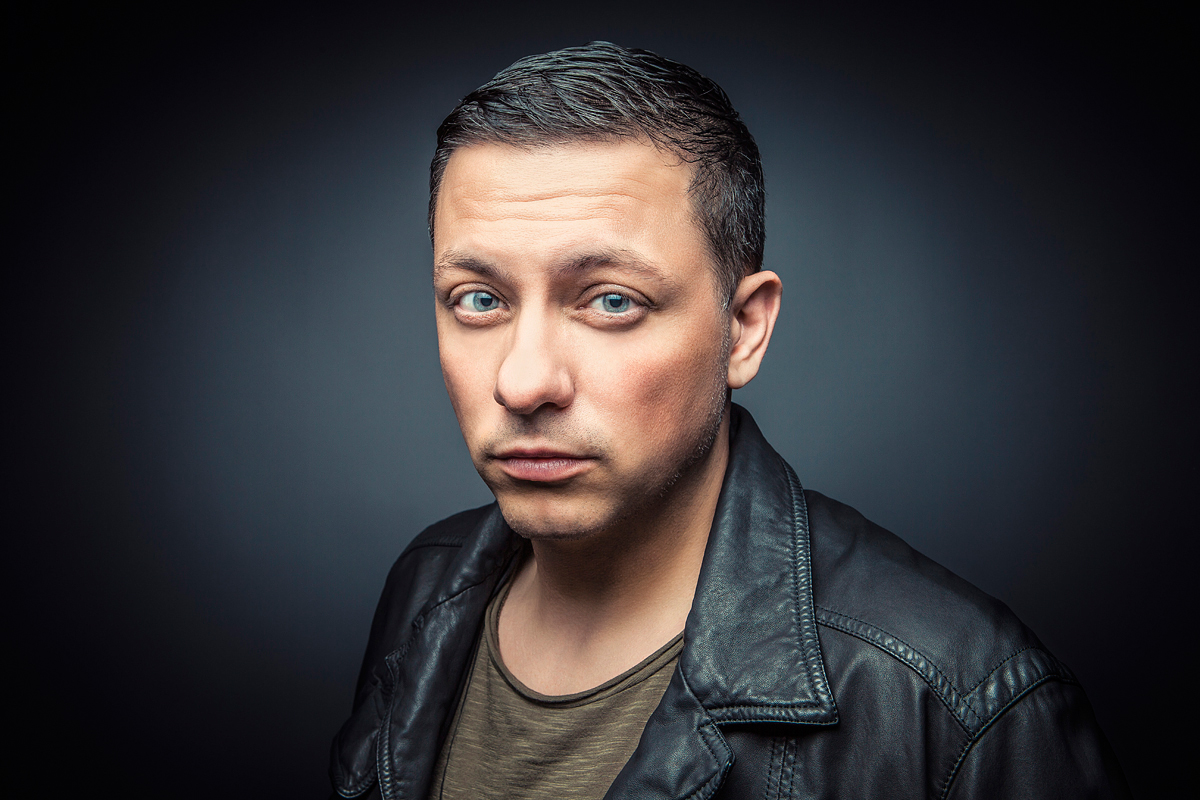
Kostas Triandafilidis aka DJ Polique

DJ Polique (bürgerlich Kostas Triandafilidis, griechisch Κώστας Τριανταφυλλίδης; * 28. Dezember 1975 in Frechen) ist ein deutscher DJ und Hip-Hop-Musiker polnisch-griechischer Abstammung. Er ist auch unter dem Pseudonym Mr. Bounce That Twerk That bekannt.

## Privates
Als Kind wohnte Triandafilidis mit seinen Eltern zunächst in Zirndorf, später in Fürth. In Fürth ging er auch zur Schule. Mit dem Ziel eine Ausbildung zum Industriekaufmann zu absolvieren, schloss er ein betriebswirtschaftliches Fachabitur an der Fachoberschule ab. Vor der Ausbildung musste Triandafilidis jedoch erst seinen Zivildienst ableisten bei der Johanniter-Unfall-Hilfe.

## Karriere
Seinen heutigen Künstlernamen bekam er in den 1980er Jahren. Triandafilidis ist polnisch-griechischer Abstammung, so dass auf Englisch "polish" und "greek" von seinen Freunden zu einem neuen Wort zusammengefasst wurden: Polique.
In der Zeit als Zivildienstleistender gewann die Musik für Triandafilidis immer mehr an Bedeutung. So fing er im Frühjahr 1996 in Nürnberg als Sende-Assistent beim Radiosender N1 an. Ein Jahr später bekam er vom Sender seine eigene Sendung, mit dem Namen „N1 Playaz Nite“, die Resonanz bei den Hörern in Franken und Umgebung war laut Umfragen sehr gut. In der wöchentlich erscheinenden Sendung brachte Triandafilidis die aktuellsten News, Songs und Geschehnisse aus dem amerikanischen, und auch deutschen HipHop seinen Hörern nahe.
Die ersten Buchungen als DJ hatte er im damaligen Nürnberger Club „XL“, wobei er sich danach aber schnell als Veranstalter und Resident in der Diskothek „Planet Dance“ einen Namen machen konnte.
Triandafilidis führte einen Plattenladen Names „Hot Spot Record Store“ der Laden deckte mit seinem Portfolio die Black Musik Szene ab. Der Plattenladen war auch gleichzeitig Drehort für die alle 2-Wochen erscheinende Fernsehsendung „Holla“ im Franken Fernsehen, welche Triandafilidis moderiert und vorbereitet. Allerdings musste Triandafilidis den Plattenladen Anfang 2004 verkaufen, da seine musikalische Karriere und Zeitmanagement das Führen des Geschäftes nicht mehr erlaubte.
Anfang 2004 wurde er dann DJ von Rapper Raptile und, mit dem er diverse Fernseh- und Radioauftritte hatte und somit auch Mitglied der Cryptotech Squad wurde. Zusammen mit Rapper Raptile und der Rapperin Lionezz wurde er ebenfalls DJ und Produzent eines Projekts namens Follow Your Instinct. Mehrere Songs vom Follow Your Instinct sind in den deutschen und amerikanischen Charts jeweils auf gute Chartplatzierung gekommen.
Mit dem Song The Worst Way schaffte es Triandafilidis im Herbst 2014 in die Deutsche Black Charts auf Platz 1. 2015 übertraf er dies mit Song Don´t wanna go home, 5 Wochen Platz 1 der MTV Urban Charts, 10 Wochen Nummer 1 der griechischen Shazam Charts, Platz 1 der iTunes-Charts in Zypern und Rumänien Top 10 in den deutschen iTunes Hip-Hop-Charts. Inzwischen tritt Triandafilidis auf den großen Bühnen Deutschlands als DJ auf, so zum Beispiel bei der Live-Silvester Show 2013/2014 für das ZDF in Berlin am Brandenburger Tor.
2015 holte sich Triandafilidis US-Sänger- und Songwriterin Goldie mit ins Boot, für die Produktion des Songs „BB Link Up“, die bereits mit Christina Aguilera, Rita Ora und Chris Brown zusammenarbeitete.

## Diskografie

### Singles
- 2011: Follow Your Instinct – Disco
- 2013: Follow Your Instinct – My City
- 2014: Follow Your Instinct feat. Sean Kingston – Girls
- 2014: DJ Polique – Bounce that, Twerk that (the Bootleg)
- 2014: DJ Polique feat. Tommy Gunz – The Worst Way[6]
- 2015: DJ Polique – Get it on the floor
- 2015: DJ Polique feat. Follow Your Instinct – Don´t wanna go home[7]
- 2015: DJ Polique feat. Goldie – BB Link Up
- 2016: DJ Polique feat. Pachanga – Dale Pa'lante
- 2016: DJ Polique feat. Mohombi – Turn me On

### Remixes
- 2016: DJ Polique feat. Atiye Deniz & 9Canlı – Kalbimin Fendi[10]